# Murça

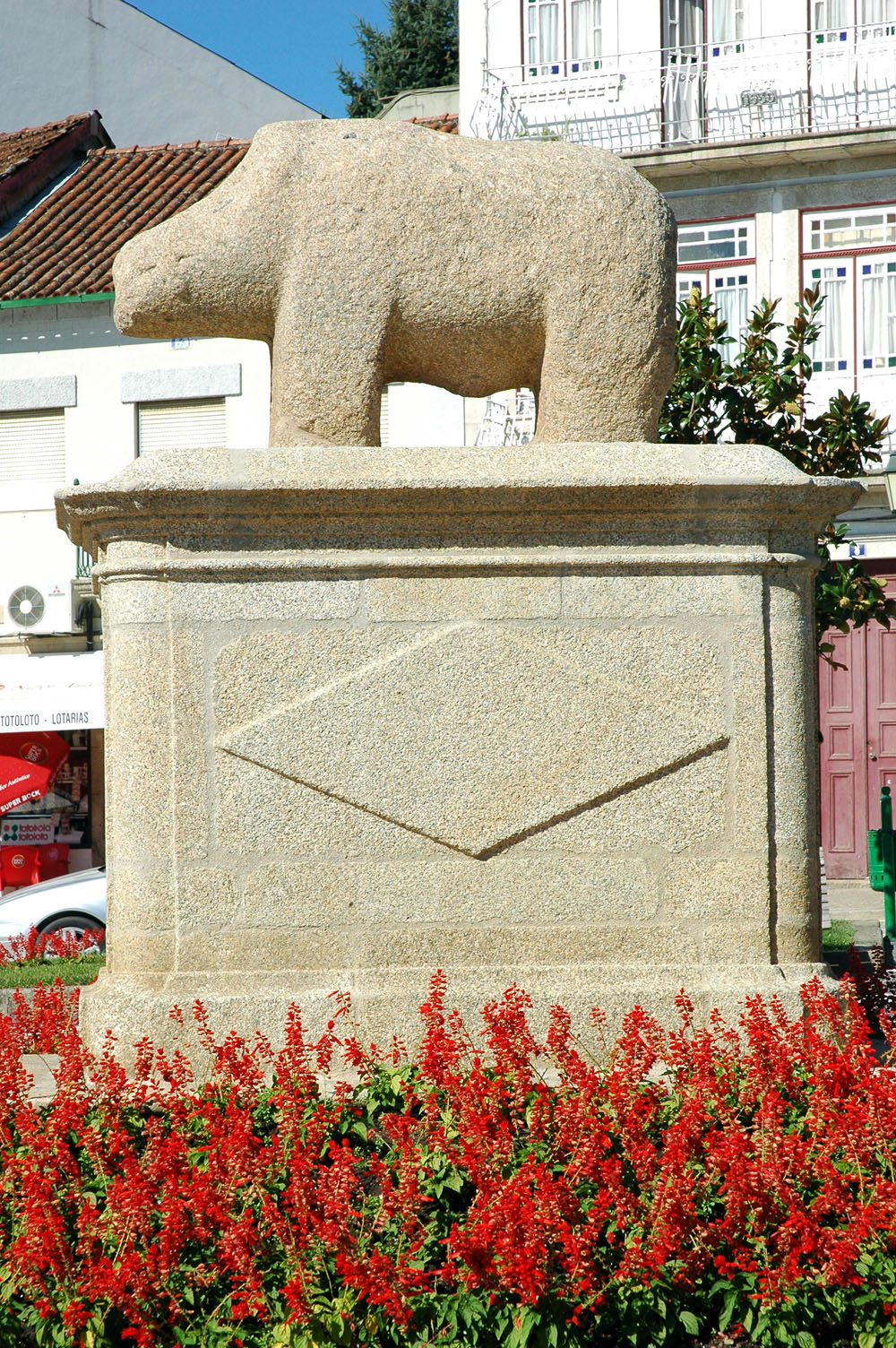
Porca de Murça (suggan från Murça) är kommunens symbol

Murça är en småstad i Distrito de Vila Real i nordöstra Portugal.
Murça har ca 2.200 invånare, och är huvudort i en kommun med ca 6.700 invånare.

## Kommundelar
Murça är indelat i sju freguesias (kommundelar):
- Candedo
- Carva e Vilares
- Fiolhoso
- Jou
- Murça
- Noura e Palheiros
- Valongo de Milhais